# Чемпионат СССР по лыжным гонкам 1956
28-й лично-командный чемпионат СССР по лыжным гонкам проходил в Свердловске с 11 по 16 марта 1956 года. Соревнования проводились по восьми дисциплинам — гонки на 15, 30, 50 км, эстафета 4×10 км, бег патрулей 30 км (мужчины), гонки на 5 и 10 км, эстафета 4х5 км (женщины).

## Медалисты

### Мужчины
|                    | Золото                                                                   | Серебро                                                             | Бронза                                                                            |
| ------------------ | ------------------------------------------------------------------------ | ------------------------------------------------------------------- | --------------------------------------------------------------------------------- |
| Гонка на 15 км     | Колчин Павел «Динамо» Москва                                             | Баранов Василий «Металлург» Свердловская область                    | Семёнов Андрей «Динамо» Свердловск                                                |
| Гонка на 30 км     | Колчин Павел «Динамо» Москва                                             | Баранов Виктор «Буревестник» Москва                                 | Баранов Василий «Металлург» Свердловская область                                  |
| Гонка на 50 км     | Ваньков Борис «Динамо» Мурманск                                          | Баранов Василий «Металлург» Свердловская область                    | Семёнов Андрей «Динамо» Свердловск                                                |
| Эстафета 4х10 км   | ЦСК МО Суворов Герман Маринычев Владимир Кузьмин Иван Терентьев Фёдор    | «Динамо» Сивков Михаил Анисимов Юрий Шагов Иван Колчин Павел        | «Трудовые резервы» Черепов Петр Шолохов Михаил Хасаншин Равиль Козлов Николай     |
| Бег патрулей 30 км | «Динамо» Семёнов Андрей Мизюкаев Михаил Ваньков Борис Павловский Николай | ЦСК МО Морозов Петр Бутаков Виктор Оляшев Владимир Меланин Владимир | «Трудовые резервы» Овчинников Виктор Тюльпанов Анатолий Валов Аркадий Быскуп Иван |

### Женщины
|                 | Золото                                                                                 | Серебро                                                                 | Бронза                                                                        |
| --------------- | -------------------------------------------------------------------------------------- | ----------------------------------------------------------------------- | ----------------------------------------------------------------------------- |
| Гонка на 5 км   | Колчина Алевтина «Буревестник» Москва                                                  | Козырева Любовь «Буревестник» Ленинград                                 | Терехина Нина «Колхозник» Московская область                                  |
| Гонка на 10 км  | Козырева Любовь «Буревестник» Ленинград                                                | Колчина Алевтина «Буревестник» Москва                                   | Сушина Софья «Спартак» Горьковская область                                    |
| Эстафета 4х5 км | «Буревестник» Смирнова Евдокия Колчина Алевтина Масленникова Маргарита Козырева Любовь | «Динамо» Гомозова Клавдия Гусева Нина Любаускене Анна Поликарпова Мария | «Спартак» Рулевская Лидия Воробьева Татьяна Малофеева Александра Сушина Софья |